# Хрычёв, Пётр Григорьевич
Пётр Григорьевич Хрычёв (1913, Рославльский уезд, Смоленская губерния — 7 января 1955, Рогнединский район, Брянская область) — разведчик взвода пешей разведки 683-го стрелкового Станиславского полка (151-я стрелковая Жмеринская Краснознамённая дивизия, 7-я гвардейская армия, 2-й Украинский фронт), красноармеец, Герой Советского Союза.

## Биография
Родился в 1913 году в деревне Чернея (ныне Фёдоровского сельского поселения Рогнединского района Брянской области) в семье крестьянина. По национальности русский. Беспартийный. Получил неоконченное среднее образование, затем работал в городе Бежица (ныне район Брянска) на заводе. В Красную Армию призван в июне 1943 года. С этого же времени в действующей армии. Воевал на Западном, 1-м, 2-м, 3-м и 3-м Украинских фронтах. Во время боевых действий был ранен.
Особо отличился в боях за освобождение Венгрии. 27 декабря 1944 года, во время боя за пригород Будапешта Ракошсентмихаль, красноармеец Пётр Григорьевич Хрычёв проник в тыл противника и обнаружил готовящийся десант на бронетранспортёрах. Незаметно отойдя назад, к переднему краю территории, занятой советскими войсками, замаскировался и стал ждать противника. Подпустив бронетранспортёр противника на 15 метров, уничтожил его двумя противотанковыми гранатами. При возвращении в расположение части, наткнулся на отряд вражеских солдат из 25 человек. Пётр Григорьевич Хрычёв первым открыл огонь из автомата, уничтожил 9 и взял в плен 8 солдат противника. Остальные разбежались. В этом бою П. Г. Хрычёв получил ранение, но сумел добраться до своей части и доложить сведения о противнике. За это был награждён орденом Славы 3-й степени приказом по частям 151-й стрелковой Жмеринской Краснознамённой дивизии 2-го Украинского фронта № 02/н от 4 января 1945 года.
На следующий день боёв за Будапешт, 28 декабря 1944 года, Пётр Григорьевич Хрычёв снова пробрался в тыл противника. Обнаружил подготовку фашистов к контратаке силами 5 танков «Тигр», 300 солдат и офицеров, что позволило сорвать контратаку противника. Незаметно вернувшись в своё подразделение, П. Г. Хрычёв доложил командованию о расположении частей противника, по которым незамедлительно был открыт артиллерийский огонь. В результате контратака противника была сорвана. За это был представлен к присвоению звания Героя Советского Союза.
5 апреля 1945 года красноармеец Хрычёв во время боя за село Бадерсдорф (округ Оберварт, Австрия) гранатами и огнём из автомата уничтожил четырёх солдат противника. Одним из первых красноармейцев ворвался в село, где на него напали 5 вражеских солдат, двоих из которых уничтожил броском гранаты, троих взял в плен. Совместными действиями с другими разведчиками очистил село от неприятельских сил и оставался на занятых позициях до подхода основных сил Красной Армии. За это был награждён Орденом Красной Звезды приказом по частям 151-й стрелковой Жмеринско-Будапештской Краснознамённой дивизии 3-го Украинского фронта № 023/н от 29 апреля 1945 года.
Указом Президиума Верховного Совета СССР от 28 апреля 1945 года красноармейцу Хрычёву Петру Григорьевичу присвоено звание Героя Советского Союза с вручением ордена Ленина (№ 41933) и медали «Золотая Звезда» (№ 5454).
В 1945 году был демобилизован, вернулся на родину. Работал в торговле. Умер 7 января 1955 года. Похоронен в деревне Согласие Рогнединского района. На могиле установлен обелиск.